# Horvát irodalom
Horvát irodalom alatt nem annyira egy egységes, összefüggő irodalmat, hanem három, különböző helyen és különböző feltételek alatt keletkezett irodalmat szoktunk érteni.

## Dalmáciai irodalom (15. század–18. század)
A Raguzai köztársaság és a dalmát városok és szigetek irodalmát, amely a 15. század végétől a 17. század végéig létezett, horvát irodalom néven tartják számon, mert nyelve történelmi értelemben a horvát nyelv (pontosabban a nyugati szerb-horvát nyelv). A Raguzai köztársaságban ezen nyelven kezdettől fogva a szerb nyelv (déli vagy hercegovinai dialektus) befolyása észlelhető, egy idő pedig túlnyomóvá vált, ezért a 17. században ennek az irodalomnak a nyelve horvát sajátságokkal rendelkező délszerb nyelv. Ezeknek a városoknak szláv irodalma kezdettől fogva az olasz irodalom kortárs irányzatainak utánzata, és nem volt nemzeti szláv színezete. A megírt művek nagy része olasz irodalmi termékek fordításaiból vagy átdolgozásaiból áll. A prózai irodalom szinte teljesen hiányzik, a költői irodalom pedig Dalmácia viszonyaihoz hasonlítva igen nagy és kiváló mennyiségű. Különösen jellemző a lírikus költészet, a szerelmi dalok (felfogásra – ha alakjukra nem is – az olasz szonettek mintájára), a költői elbeszélés, a nagy műeposz, a tanköltemény, a dráma (szomorú- és vígjáték, utóbbi olykor prózában). Az irodalom fő központja a Raguzai köztársaság volt. Ezt az irodalmi korszakot megnyitó költő a spalatói születésű Marko Marulić (1450–1524) volt, aki Szent Judit történetét és más bibliai elbeszélő költeményeket írt, Itáliában pedig nagy hírnévre tett szert. A szorosabb értelemben vett raguzai költők élén Šiško Menčetić (1457–1527) állt, mellette Džore Držić (1461–1501) neve említendő. Mindkettőjük az olasz szonettek példájára írt szerelmi költészet képviselője. Hanibal Lucić (~1485–1553) szintén költő, de írt egy Robinja ('A rabnő') című drámát, melynek tárgyát a török háborúkból kölcsönözte. Mavro Vetranić Čavčič (1482–1576) misztérium drámákat (Ábrahám áldozata, Krisztus feltámadása stb.), és nagyobb költeményeket (Remeta ['A remete'], Putnik ['A vándor'], Italija [Itália]) alkotott, Petar Hektorović (1487–1572) Ribanje ('Halászat') címmel írt költői elbeszélést.
A dalmát költők újabb korszaka kezdődik Andrija Čubranović (?–1559) működésével, akit elsősorban Jedjupka ('A cigánynő') című költeménye tett híressé. Nikola Nalješković (~1500–1587) komédia- és pásztorjáték-költő volt, ahogy Marin Držić (Marino Darsa, 1508–1567) is. A 16. század legismertebb költőihez tartoznak mellettük Dinko Ranjina (1536–1607), aki szerelmi dalokat, vígjátékokat, tankölteményeket és idilleket, Dinko Zlatarić (1558–1613) tankölteményeket írt. A raguzai költészet Ivan Gundulić (1588–1638) Osman című híres eposzával értel el a csúcspontját. Junije Palmotić (1607–1657) több dráma, egy vallásos eposz (Christias), és lírai költemények szerzőjeként érdemel említést. Ő – költői tartalomra ugyan nem, de – az irodalmi forma szépségére nézve Gundulić méltó társa volt. 1667. április 7-én Raguza városát földrengés pusztította el, így a helyi horvát irodalom is gyorsan lehanyatlott, a 18. században pedig életének már csak igen kevés jelét adta. Ebből a korszakból említendő Jaketa Palmotić Dionorić (1623–1680), aki a nagy földrengést és Raguza feltámadását Dubrovnik obnovljen ('Az újjáépült Raguza') címmel énekelte meg; Ignjat Đurđević (Ignazio Giorgi, 1675–1737), vallásos- és tanköltemények szerzője volt; Andrija Kačić Miošić (1704–1760) pedig úgyszólván a régi dalmát és az új horvát-szerb irodalom között képezi az összekötő kapcsot.

## Régi horvát irodalom (16. század–19. század)
A tulajdonképpeni Horvátország irodalma az úgynevezett kajkavstina dialektusban íródott a 16. század második felétől a 19. század harmincas éveiig. Ezek a korai művek többnyire népies tárgyú, egyesek szerint nem kifejezetten jelentős kisebb alkotásokból állnak.

## Újhorvát irodalom (19. század– napjaink)
Az újhorvát irodalom, a horvát és a szerb nemzeti eszme 19. századi felébresztésétől jelentkezik. Gyökere az a törekvés volt, hogy a tulajdonképpeni szerbek (az ortodox kereszténység hívei) és a római katolikus horvátok között irodalmi és szellemi egyesülés létrejöjjön. Ez az oka annak, hogy a horvát irodalom Vuk Karadžić és más szerb írók példájára a hercegovinai (délszerb) dialektust fel is vette irodalmi nyelvnek, és irodalmi művei csak külsőleg, a latin írás használatában különböznek a szerbiai szerb irodalomtól. Az újhorvát irodalom kezdetét Ljudevit Gaj (1809–1872) tevékenységétől számítják. A Gaj és társai által irodalmi nyelvvé tett délszerb nyelvet akkoriban (1848-ig) semleges névvel illír nyelvnek nevezték (ahogy az egész korabeli szellemi és politikai mozgalmat is). 1848 után jelent meg a horvát vagy horvát-szerb elnevezés. Az újhorvát irodalmi élet központja Zágráb lett; az írók és munkák száma a horvát nép számával igen jelentős. Jelentős költő volt a szlovén eredetű Stanko Vraz (1810–1851), Dragutin Rakovac (1813–1854), Ljudevit Vukotinović (1815–1893), Mirko Bogović (1816–1893), Dimitrija Demeter (1811–1872), Ivan Trnski (1819–1910), Ivan Kukuljević (1816–1889). Különösen nevezetes Ivan Mažuranić (1814–1890), a Smrt Smail-aga Cengijića ('Smail-aga Cengić halála') című kitűnő hősköltemény szerzője, és Petar Preradović (1818–1872), az egyik leghíresebb horvát költő. A regényírók közül kiemelkedik August Šenoa (1838–1881) és Babicacuta Ljuba. A tudományos irodalom központja a Zágrábban 1866-ban alapított Délszláv Tudományos Akadémia volt, amelynek elnöke Franjo Rački (1828–1894) egyben jeles szláv történész is. A tudomány más kiváló képviselője közül megemlítendő Vatroslav Jagić (1838–1923) nyelvész, a már költőként tárgyalt Ivan Kukuljević, Vjekoslav Klaić (1849–1928), Ivan Krstitelj Tkalčić (1840–1905) történészek, Armin Pavić (1844–1914) irodalomtörténész, Pero Budmani (1835–1914) nyelvész, Ljudevit Vukotinović (1815–1893), Spiridion Brusina (1845–1908), Đuro Pilar (1816–1893) természettudósok neve.
A 19. század második felében az irodalom szintén új lendületet vett Dalmáciában, itt Medo Pucić gróf (1821–1882), Antun Paško Kazali (1815–1894), Matija Ban (1818–1903), illetve Jovan Sundečić (1825–1900) költők és drámaírók neve jelentős.
A horvát epikus népköltészet tárgya azonos a szerb népköltészetével, versmértéke azonban különböző van (15 szótagból áll, a hetediket cezúra követi). A népköltészet a 16–17. században igen gazdag volt, a XIX. század végére azonban lehanyatlott. A kéziratban fennmaradt epikus népköltemények egy részét Franc Miklošič (Beiträge zur Kenntniss der slavischen Volksposie I. Die Volksepik der Kroaten, Bécs, 1870); és – teljesebb formában – Valtazar Bogišić adta ki (Narodne pjesme iz starijih zapisa, Belgrád, 1878). Egyéb horvát népdalokat jelentetett meg Ivan Kukuljević műveinek IV. kötetében (Zágráb, 1847). A horvát népmeséket és mondákat Matija Valjavec (Varasd, 1858 és Zágráb, 1875); Rikardo Ferdinando Plohl Herdvigov (Varasd, 1868); Fran Kurelac (Zágráb, 1871) és Friedrich Krauss (Lipcse, 1883–84) gyűjtötte össze és adta ki.

### Horvát irodalom magyar nyelven
- A szerbhorvát irodalom kistükre – A kezdetektől 1945-ig (szerk. Csuka Zoltán – Hadrovics László – Bozidar Kovacek – Drasko Redep), Európa Könyvkiadó, Budapest, 1969, 879 p

### Szakirodalom
- Lőkös István: A horvát irodalom története,  Nemzeti Tankönyvkiadó Rt., Gyula, 1996, ISBN 963-18-6815-X, 351 p
- Lukács István: A passióhagyomány a horvát irodalomban (Opera Slavica Budapestinensia – Litterae Slavicae sorozat), ELTE BTK Szláv Filológiai Tanszéke, Budapest, 2008, ISBN 978-963-463-994-7, 325 p
- Popovic Pál: Szerbek és horvátok, In: (szerk.) Heinrich Gusztáv: Egyetemes irodalomtörténet I–IV., Franklin-Társulat Magyar Irod. Intézet és Könyvnyomda, Budapest, 1903–1911, IV. kötet, 653–709. o.